# Ogden Nash

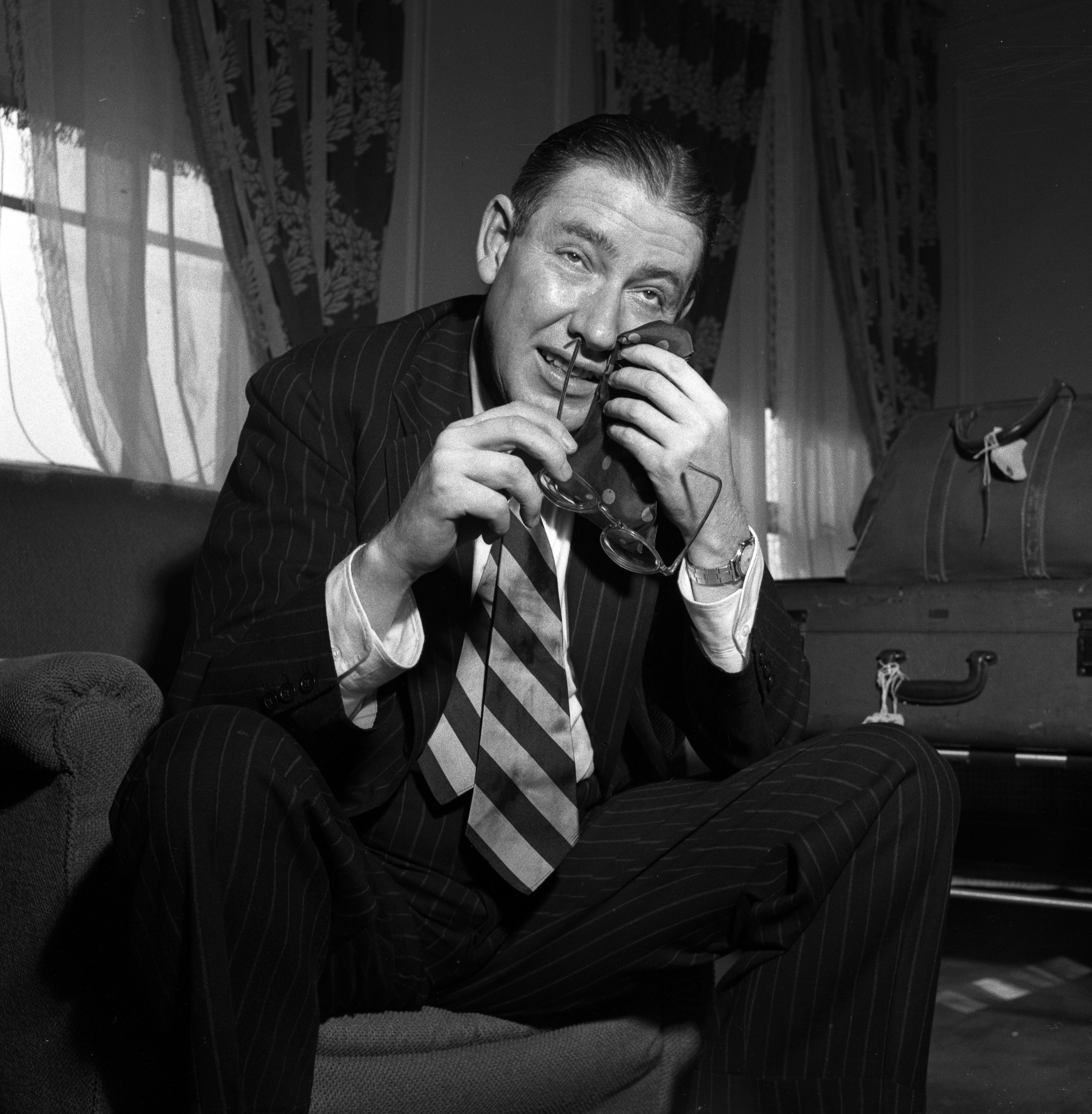
Ogden Nash (1949)

Frederic Ogden Nash (* 19. August 1902 in Rye, New York; † 19. Mai 1971 in Baltimore, Maryland) war ein US-amerikanischer Lyriker, der vor allem durch seine Limericks ein beliebter Dichter in den USA war.
Ogden Nash war der Sohn eines Unternehmers, der mit Import-Export-Geschäften sein Geld verdiente. Aufgrund geschäftlicher Notwendigkeiten des Vaters erlebte die Familie zahlreiche Wohnortswechsel. 1920 wurde Nash an der Harvard University aufgenommen, verließ die Eliteuniversität jedoch bereits nach einem Jahr wieder, um sich mit Gelegenheitsjobs durchs Leben zu schlagen.
1931 veröffentlichte Ogden Nash einen ersten Band mit Gedichten, der ihm sogleich die Anerkennung der amerikanischen Öffentlichkeit brachte. 1932 schrieb Nash erstmals zwei Songtexte für eine Broadwayrevue. Sein bekanntestes Liedwerk entstand 1943. Gemeinsam mit dem Komponisten Kurt Weill und Librettisten S. J. Perelman verfasste er das Musical One Touch of Venus. Die Uraufführung fand am 7. Oktober 1943 statt und erlebte bis 1945 567 Aufführungen. 1950 wurde er in die American Academy of Arts and Letters und 1965 in die American Academy of Arts and Sciences gewählt.
Ogden Nash war von 1931 bis zu seinem Tod mit Frances Rider Nash (1906–1994), geborene Leonard, verheiratet und Vater von zwei Kindern.

## Werke (in deutscher Übersetzung)
- 1965: Gute Vorsätze – Nachdichtungen von Walter Mehring
- 1969: Ich bin leider hier auch fremd – Nachdichtungen von Christian Enzensberger
- 1977: Der Kuckuck führt ein Lotterleben: Purzelreime